# Мирогоща (зупинний пункт)
Мирого́ща — пасажирська зупинна залізнична платформа Рівненської дирекції Львівської залізниці.
Розташована в селі Мирогоща Друга та поблизу Мирогощі Першої Дубенського району Рівненської області на лінії Здолбунів — Красне між станціями Озеряни (13,5 км) та Дубно (8,5 км).
Станом на вересень 2017 р. на платформі зупиняються приміські поїзди.